# Главк (цар Коринфа)
Главк (грец. Γλαύκος) — напівлегендарний цар міста Ефіри (Коринфа), син Сізіфа й Меропи. Еврімеда народила від нього Гіппоноя, також відомого як Беллерофонт. Також батько Беллера.
Згідно з міфами, захоплювався кіньми і врешті загинув, затоптаний чи навіть з'їдений кобилицями, під час похоронних ігор на честь Пелія в Іолка. Інша версія: був роздертий власними кіньми. На Істмі вважався божеством, що лякає коней під час перегонів — Ταράξιππος. Від цього прізвиська пішла назва тараксипа — круглого жертовника на Істмі.
Главк мав близьке відношення до Посейдона, який також називається батьком Беллерофонта, і ймовірно, по суті, тотожний із згаданим вище Главком. Те, що в Беотії було поєднано в особі бога-рибалки Главка, могло бути розділеним на Істмі: божественні властивості уособлював Мелікерт, а людське — герой Главк.